# Retroculinae
Retroculinae es una subfamilia de peces de la familia Cichlidae con tres especies en un solo un solo género.

## Géneros
- Retroculous

## Especies del género Retroculous
- Retroculus lapidifer
- Retroculus septentrionalis
- Retroculus xinguensis

- Datos: Q149602
- Multimedia: Retroculus / Q149602
- Especies: Retroculus